# Peder Oluf Pedersen
Peder Oluf Pedersen (19 de junho de 1874 — 30 de agosto de 1941) foi um físico e engenheiro dinamarquês.

## Carreira
Ele é notável por seu trabalho em eletrotecnologia e sua cooperação com Valdemar Poulsen no trabalho de desenvolvimento de gravadores de fio, que ele chamou de telégrafo, e do conversor de arco conhecido como Transmissor de Arco de Poulsen.
Pedersen tornou-se professor de telegrafia, telefonia e rádio em 1912. Ele se tornou diretor da Faculdade de Tecnologia Avançada (Den Polytekniske Læreanstalt) em 1922, título que ocupou até sua morte. Ele foi um Fellow do American Institute of Electrical Engineers e foi membro do British Institution of Electrical Engineers. Em 1915 tornou-se Fellow do Institute of Radio Engineers.